# Гуго I де Лузиньян
Гу́го I (фр. Hugues) по прозванию Охотник (лат. Venator) — основатель французского феодального дома Лузиньянов.
Гуго Охотник упоминается в раннесредневековой хронике монастыря Сен-Мексен (Saint-Maixent). Предполагается, что своё прозвище он получил, занимая должность охотничьего при дворе графов Пуату или епископов Пуатье. За верную службу Гуго I и получил в 929 году свой феод.

## Брак и дети
Имя жены Гуго не известно. Дети:
- Гуго II Добрый (умер в 967), построил родовой замок Лузиньян.